# Сентервил (Јужна Дакота)
Сентервил (енгл. Centerville) град је у америчкој савезној држави Јужна Дакота.

## Демографија
По попису из 2010. године број становника је 882, што је 28 (-3,1%) становника мање него 2000. године.
| Група             | 2000.       | 2010.       |
| Белци             | 899 (98,8%) | 857 (97,2%) |
| Афроамериканци    | 0 (0,0%)    | 3 (0,3%)    |
| Азијати           | 1 (0,1%)    | 2 (0,2%)    |
| Хиспаноамериканци | 6 (0,7%)    | 11 (1,2%)   |
| Укупно            | 910         | 882         |